# Zieleniewo (powiat kołobrzeski)
Zieleniewo – wieś w północno-zachodniej Polsce, położona w województwie zachodniopomorskim, w powiecie kołobrzeskim, w gminie Kołobrzeg.
Duża wieś leżąca na południowy zachód od Kołobrzegu, granicząca z nim i stanowiąca zaplecze mieszkalne. We wsi m.in. sklepy, hurtownie, Park Rozrywki Dziki Zachód, stacja benzynowa. Wiele punktów usług motoryzacyjnych (warsztaty, lakiernia i inne). 
Znajdują się tu 3 przystanki autobusowe. Do Zieleniewa dojeżdżają autobusy kołobrzeskiej komunikacji miejskiej (2 linie).
Wieś składa się z zasadniczej części, rozciągającej się mniej więcej wzdłuż drogi wojewódzkiej nr 102 (ul. Szczecińska), i położonych na północ od niej osiedla tzw. „bloków”, administracyjnie przynależnego do Zieleniewa, lecz związanego infrastrukturalnie z kołobrzeskim osiedlem Witkowice.
W miejscowości znajduje się Biblioteka Publiczna Gminy Kołobrzeg.
Gmina Kołobrzeg utworzyła jednostkę pomocniczą – sołectwo „Zieleniewo”, obejmujące jedynie wieś Zieleniewo. Mieszkańcy wyłaniają na zebraniu wiejskim sołtysa oraz radę sołecką. W wyborach do 15-osobowej Rady Gminy Kołobrzeg wybierają 3 radnych.
W 1997 r. Zieleniewo miało 1235 mieszkańców.
Według spisu ludności z 2021 roku wieś zamieszkuje 2 768 mieszkańców i jest to 24,5% mieszkańców gminy.  